# 델라웨어강
델라웨어강(Delaware River)은 미국 대서양 연안을 따라 흐르는 강이다. 이 강은 17세기 초 뉴네덜란드의 식민지의 일부로 애드리안 블록으로 탐사되었고, 처음에는 식민지의 최남단이라고 하여 ‘남쪽 강’이라는 이름이 붙여졌다.
델라웨어 강은 조석의 영향이 트렌턴 시까지 역류한다. 필라델피아 하류에서의 평균 해수면은 약 1.8m이다. 하천 길이는 가장 긴 지류가 근원에서 델라웨어 만 입구까지 660km에 이르고, 델라웨어 만 머리에서도 579 km. 유량은 하구에서 초당 330m이다.
델라웨어 강은 펜실베이니아주와 뉴욕주의 경계를 부분적으로 이루고 있고, 뉴저지주와 펜실베이니아주, 델라웨어주와 뉴저지 모든 주 경계가 된다. 역사적으로 경도, 위도가 묘하게 맞물려, 델라웨어와 뉴저지의 주 경계는 일반적이라면 강과 해협의 중앙이 주 경계가 되고, 뉴캐슬의 12마일 원 안쪽에서 뉴저지 강가를 경계로 하고 있다. 다른 주 경계는 강 중앙을 경계로 하고 있다.

## 유역
본류는 서쪽 모호크 강으로 뉴욕 쇼하리 카운티의 제퍼슨 산 근처 해발 575m에서 발원하며, 평원을 구불구불 돌아 어느 정도의 깊이로 흘러 캐논즈빌 저수지로 흘러든다. 북위 42도선에서 주 경계에 도달하여, 캐츠킬 산맥에서 흘러나오게 된다. 마찬가지로 동쪽 지류는 뉴욕 델라웨어 카운티의 록스 베리 마을의 그랜드 협곡의 남쪽에 있는 작은 연못에 시작하여, 남쪽으로 뉴욕시의 저수지인 피팩턴 저수지에 이른다. 하천이 합류하는 지점은 비비킬 강과 윌로웨먹 크리크로 동 지류가 서 지류를 합류하는 16 km 이전 지점에 있다. 두 지류의 합류는 핸콕 정남쪽에서 이뤄진다.
델라웨어 강의 동쪽 지류와 서쪽 지류 모두 서로 평행을 이루며, 남서방향으로 흘러나간다.
산지와 고원에서 흘러나온 강물은 넓은 애팔래치아의 계류를 흘러 킷타티니 산맥 자락을 돌아 델라웨어 워터 협곡의 석회암 수직벽 사이를 지난다. 조용하고 경치 좋은 농지와 숲을 빠져 대지와 급사면에서 분기하여 애팔래치아 평원을 가로 질러 이스턴에서 다시 산기슭에 들어간다. 이 지점에서 언덕이나 절벽에 의해 종종 방향을 바꾼다. 이 절벽 중에서도 훌륭한 것은 노캐믹슨 록으로 길이 5km에, 높이가 60m이다.
트렌턴에는 높이 8 피트의 폭포가 있다. 그 하류는 필라델피아와 뉴저지 사이를 흘러 넓고 완만한 하구에 이른다. 양안에 많은 습지가 유유히 펼쳐져 델라웨어 만에 도달한다.
뉴욕의 주요 지류는 몬고 강, 네버싱크 강 및 캘리쿤 크릭이 있다. 펜실베이니아는 래카왁센 강, 리하이 강, 스쿨킬 강이 있다. 뉴저지에는 란코카스 크릭, 머스코넷콩 강, 모리스 강, 올드맨스 크리크, 라쿤 크릭 등이 있다.